# 마르팡 증후군

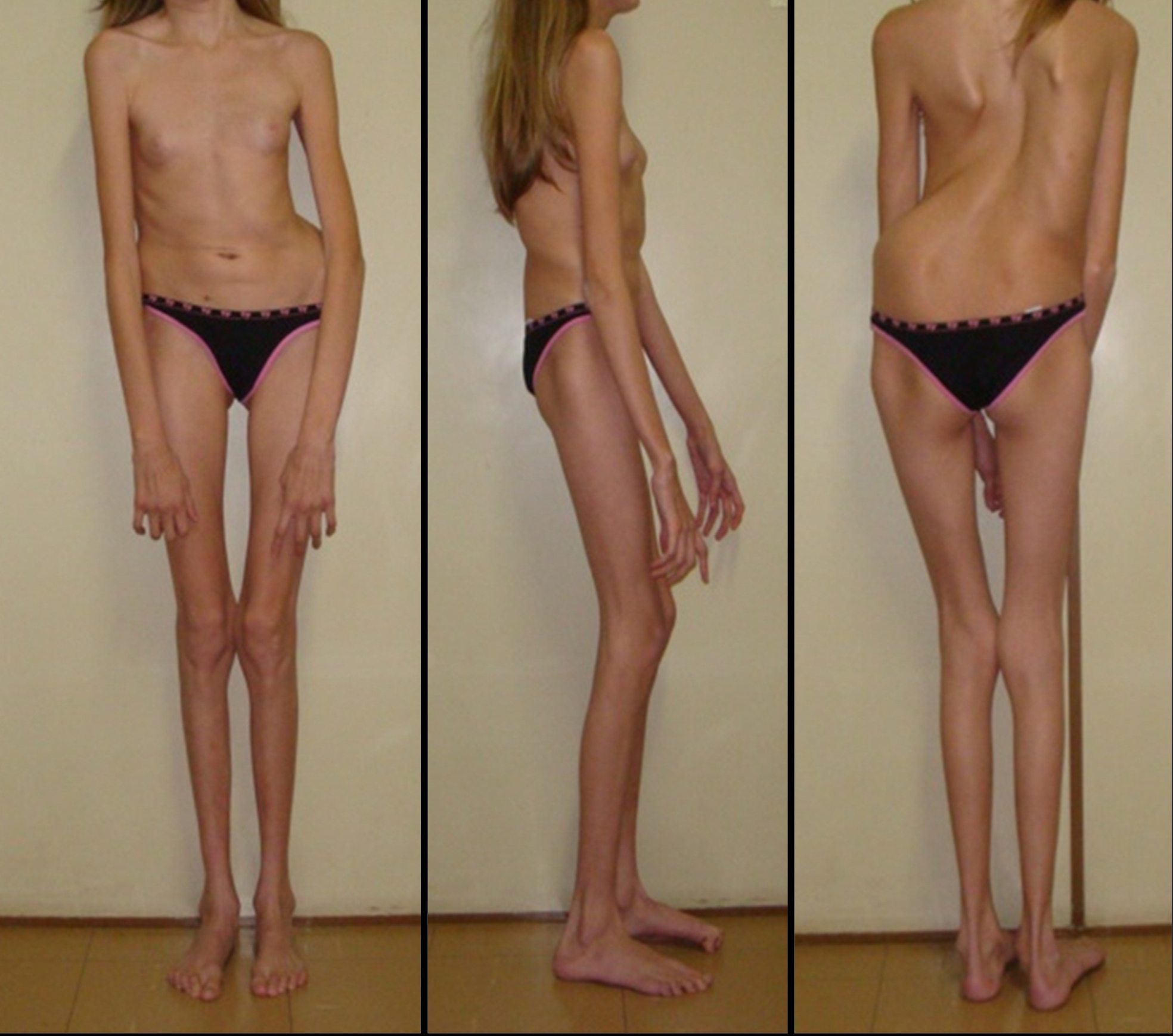

마르팡 증후군(Marfan syndrome, MFS) 또는 마르판 증후군은 유전 질환의 하나로 결합 조직에 결함이 있는 증후군이다. 키가 매우 크고, 사지가 길며, 허파와 눈, 심장, 혈관 등에 이상이 나타나기도 한다. 1896년 이를 처음 보고한 프랑스의 소아과 의사 앙투안 마르팡(Antoine Marfan)의 이름을 따서 붙여졌다. 주로 장신 선수들에게 자주 일어나며, 심장 대동맥 파열로 인한 급사가 대부분이다.
MFS는 피브릴린을 만드는 유전자 중 하나인 FBN1의 돌연변이로 인해 발생하며, 이로 인해 비정상적인 결합 조직이 발생한다.
전 농구 선수 한기범이 이 질병으로 2차례 수술을 받았고, 자신의 아버지와 친동생이 같은 병으로 죽었다고 언급했다. 키가 2m에 가까운 센터출신 2명의 후배농구선수들이 심장마비로 급사하고, 또 배구 선수 강두태와 김병선이 이 질병에 걸려 급사했다.
한기범은 김병선의 예를 들면서, 이 질병은 고통을 느끼기 전까지는 자신이 감지하기 어려운 병이라고 언급한 바가 있다.
1960년대에 한 내과 의사는 에이브러햄 링컨이 마르판 증후군일지도 모른다는 의견을 냈다. 링컨의 골격은 마르판 증후군의 특징을 보여주며, 이 증후군을 가진 한 소년이 링컨의 먼 친척이라는 것이 밝혀졌기 때문이다. 링컨의 DNA는 현재 남아 있지만, 그가 이 유전 질환을 가지고 있었는지는 확실하지 않다.

## 같이 보기
- 엘러스-단로스 증후군
- 불완전 뼈형성